# Unabhängiges Jugendzentrum Kornstraße

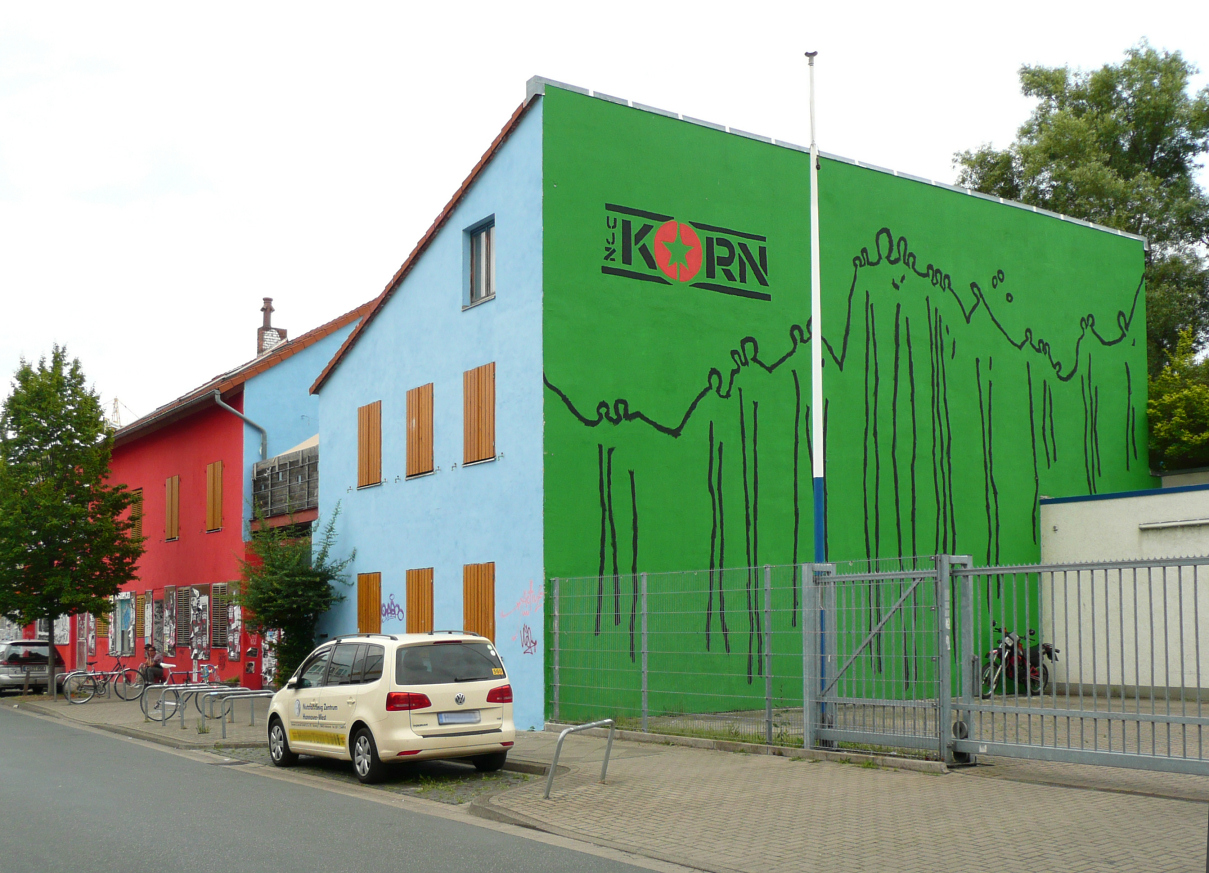
Das UJZ Kornstraße mit Wandmalerei

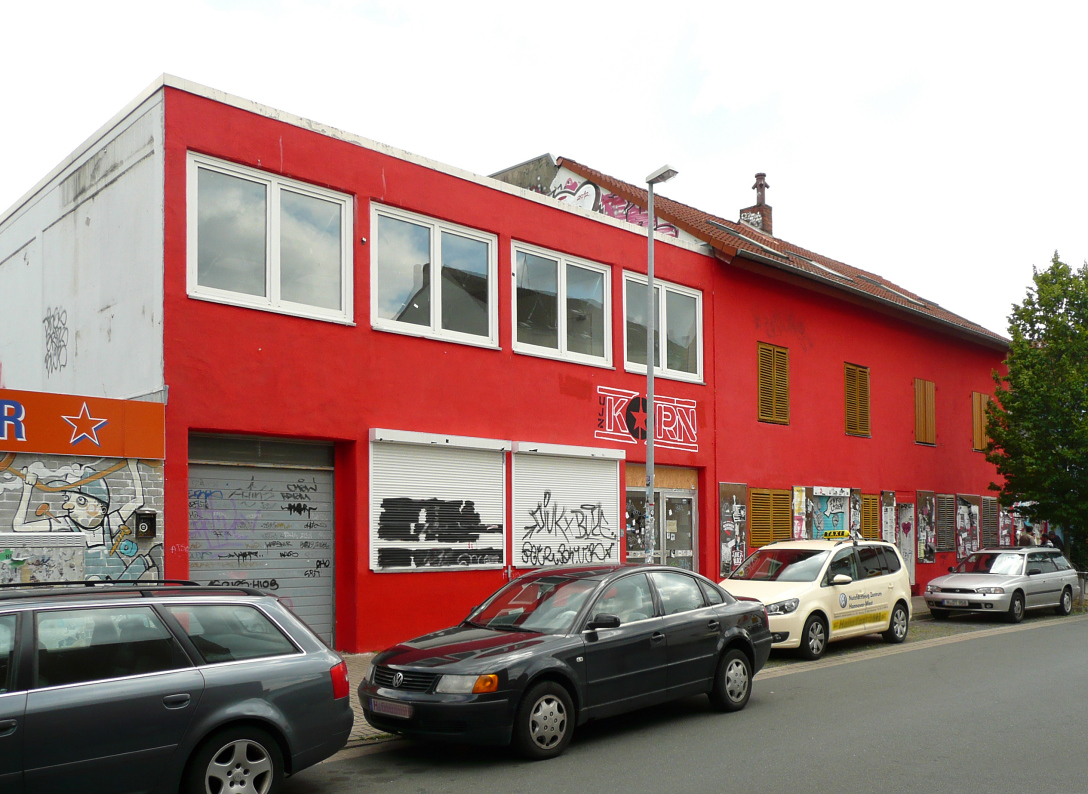
Aus anderer Blickrichtung

Das Unabhängige Jugendzentrum Kornstraße (UJZ Kornstraße) in Hannover wurde am 15. Juli 1972 als  Unabhängiges Jugendzentrum von der „Initiativgruppe Jugendzentrum“ im Stadtteil Nordstadt gegründet. Es gilt neben dem Unabhängigen Jugendzentrum Glocksee in Hannover als älteste Einrichtung ihrer Art in Deutschland.
Das „UJZ Korn“ entstand im Zuge der Studentenbewegung der 1960er Jahre und entwickelte sich in der folgenden Zeit zu einem Treffpunkt jugendlicher Subkultur.

## Geschichte

### Vorgeschichte
1971 führten fünf Jugendliche in einem leerstehenden Haus an der hannoverschen Arndtstraße eine Hausbesetzung durch, um damit das bundesweit erste autonome Jugendzentrum entstehen zu lassen. Die Polizei beendete diesen Versuch durch eine Räumung des Gebäudes.

### Entstehung
In einem von der „Initiativgruppe Jugendzentrum“ gepachteten ehemaligen Fabrikgebäude in der Kornstraße gründete der Trägerverein das UJZ mit dem Ziel einer Politisierung der Jugend.
Dem Jugendzentrum wurde eine Kneipe angeschlossen, eine Tonkooperative, ein Buchladen, verschiedene Werkstätten, ein Kino sowie eine Druckerei. In der Folge entwickelte sich das „UJZ Korn“ zu einem Treffpunkt alternativer Jugend- und Subkultur, aber auch zu einer Begegnungsstätte so unterschiedlicher Gruppen und Bewegungen wie beispielsweise:
- Antifa
- Anti-Atomkraft-Bewegung
- Punks

Darüber hinaus leistete das UJZ Resozialisierungsarbeit bei straffällig gewordenen Jugendlichen.
Von 1974 bis 1979 förderte die Stadt Hannover das Jugendzentrum mit Finanzen für Pacht, Unterhalt und die Beschäftigung von zwei Sozialarbeitern. Die Einstellung der Förderung erfolgte infolge von Konflikten, da die finanzielle Hilfe zunehmend an politische Zugeständnisse geknüpft wurde.
Im Laufe der 1980er Jahre entwickelte sich das UJZ Kornstraße zum Zentrum für Hardcore Punk, wobei auch überregionale Bands im UJZ Kornstraße auftraten. Angriffe seitens der Presse, der Politik und der Verwaltung gipfelten 1980 in einer Verdächtigung des Vereinsvorstandes hinsichtlich der Unterstützung einer terroristischen Vereinigung. Bundesweit bekannt wurde das UJZ Kornstraße in Verbindung mit der Besetzung des Sprengelgeländes durch die von hier ausgehenden Chaostage. Das Jugendzentrum Kornstraße gilt als Gründungsort der Abstürzenden Brieftauben.
1982 lief der Pachtvertrag aus; Mitarbeiter des Jugendzentrums gründeten eine Immobiliengesellschaft und kauften das Gebäude. Nach der Insolvenz 1988 und der darauf folgenden Zwangsversteigerung des Gebäudes erhielt der „Verein zur Förderung politischer Jugendkultur“ den Zuschlag. Die bundesweit abnehmende Bedeutung der politisch linken „Subkultur“ sowie die politische und soziale Zersplitterung der Jugendszene führten auch beim UJZ Kornstraße zum Bedeutungsverlust.

### Langfristige Sicherung
Nach einer umfangreichen Gebäudesanierung 1991–1994 wurde die Existenz des UJZ durch eine Festschreibung als Jugendzentrum und Kinderladen gesichert. Zugleich wurde die Unabhängigkeit von politischen Auflagen erreicht.

### Doppelkorn
Nach dem Bekanntwerden des Leerstehens des Nachbarhauses entstanden im UJZ Korn Pläne, dieses zu erwerben, was die Nutzfläche von 500 m² auf 800 m² erweitern würde. Durch ein komplexes Finanzierungsprojekt, welches sich auf Einzelkredite in Höhe von 5000 € sowie Kleinspenden stützte, konnte Anfang Sommer 2011 das Haus für einen Kaufpreis von 200.000 € (Umbaukosten eingerechnet) von der Stadt Hannover erworben werden. Mit Hilfe von Baufirmen sowie eigener Arbeit soll das Haus (Kornstraße 32) bald komplett umgebaut sein.